# Leontisc de Sició
Leontisc (en llatí Leontiscus, en grec antic Λεοντίσκος) fou un pintor grec de l'escola de Sició, contemporani d'Àrat de Sició de qui va pintar el retrat en un trofeu, segons diu Plini el Vell a la Naturalis Historia.
Segurament representava el moment de la victòria d'Àrat sobre Aristip, el tirà d'Argos, el que situaria l'obra cap a l'any 235 aC.